# ПЗЛ М-18 Дромадер
ПЗЛ М-18 Дромадер је пољски једмомоторни, нискокрилни авион а примењује се у пољопривреди и као ватрогасни авион.

## Пројектовање и развој
ПЗЛ М-18 Дромадер је развијен у ПЗЛ под руководством инж. Јозефа Олексиака а на бази купљене лиценце авиона М-2Р Трусх америчке фирме Роквел.

### Технички опис
Труп авиона има челичну конструкцију направљену од нерђајучег челика обложену алуминијумским лимом. Иза мотора се налази резервоар, направљен од фибергласа, за смештај од 2000 до 2200 kg. хемикалија или ђубрета. У продужетку се налази затворена кабина са веиким стакленим површинама које обезбеђују пилоту добру прегледност.
Крила су металне конструкциј направљена од дуралуминијума са две рамењаче а облога је од дуралуминијумског лима. Крила су правоугаоног облка.
Погонска група у серијској произведњи авионима је уграђиван 9-то цилиндричан радијални ваздухом хлађени мотор PZL Kalisz ASz-621R снаге 731 kW. на чијем вратилу је четворокрака метална елиса.
Стајни трап авиона је је био класичне диспозиције (две предње ноге испод крила и један репни точак). Предње ноге се налазе испод крила и везане су за предњу рамењачу. стајни трап је фиксан и није се увлачио у труп авиона за време лета. На предњим ногама стајног трапа су уграђени уљно пнеуматски амортизери, точкови са хидрауличним кочницама и ниско притисним (балон) гумама. Трећи точак који се налази испод репа авиона имао је опружну амортизацију, био је самоуправљив и није се увлачио у труп авиона током лета.

### Варијанте
- ПЗЛ М-18 - Основни производни модел авиона Дромадер.
- ПЗЛ М-21 - Дромадер Мини био је геометријски смањена верзија М-18 са корисним оптерећењем смањеним за 150 кг. Изграђена су два прототипа са 441 кВ ПЗЛ-3С мотором. Први лет обављен је 18. јуна 1982. године.
- ПЗЛ М-24- Дромадер Супер је проширена верзија са оптерећењем од 2000 кг. Изграђена су четири прототипа. Први лет обављен је 1987. године.

## Оперативно коришћење
Производња авиона ПЗЛ М-18 Дромадер је почела 1978. године и до краја 2017.-те године произведено је 759 примерака. Ови авиони су продати у преко 24 земље: Канада, САД, Бугарска, Мађарска, Куба, Турска, Јужна Африка, Пољска, Југославија, Грчка, Кина, Хрватска, Црна Гора и Србија.

### Авион ПЗЛ М-18 Дромадер у Југославији
Прва два Дромадера су испоручени Југославији марта месеца 1979. године. Југославија је купила укупно 34 ова авиона. Последњи је испоручен 1988. године. Само Привредна Авијација ЈАТ-а је имала 23 ова авиона. Већи број ових авиона лети и сада.